# Eauze
Die Gemeinde Eauze (okzitanisch Eusa) befindet sich in der französischen Region Okzitanien im Département Gers. Die 4060 Einwohner (Stand 1. Januar 2022) zählende Kleinstadt war im Frühmittelalter Sitz eines Erzbistums; seit Beginn der Neuzeit gilt sie als die Hauptstadt der Weinregion Armagnac.

## Lage und Klima
Eauze liegt in einer Höhe von 145 m am Flüsschen Gélise, welches über die Baïse in die Garonne mündet. Die nächste größere Stadt ist das ca. 55 km südöstlich gelegene Auch. Die nächstgelegenen französischen Großstädte sind Toulouse (131 km südöstlich) und Bordeaux (147 km) nordwestlich. Durch den Ort führt der Fernwanderweg GR 65, welcher weitgehend dem historischen Verlauf des französischen Jakobsweges Via Podiensis folgt. Das Klima ist gemäßigt bis warm; Regen (ca. 930 mm/Jahr) fällt überwiegend in den Wintermonaten.

## Bevölkerungsentwicklung
| Jahr                       | 1800 | 1851 | 1901 | 1954 | 1999 | 2019 |
| Einwohner                  | 3300 | 4082 | 4012 | 3612 | 3881 | 3975 |
| Quellen: Cassini und INSEE |      |      |      |      |      |      |

Trotz der Reblauskrise und der zunehmenden Mechanisierung der Landwirtschaft ist die Bevölkerung des Ortes in etwa konstant geblieben.

## Wirtschaft
Die Region um Eauze ist vor allem landwirtschaftlich geprägt. Eauze gilt als Hauptstadt der Region Armagnac und liegt im Bereich der kontrollierten Herkunftsbezeichnung Bas-Armagnac, einem in Frankreich renommierten Namen. Die wichtigsten landwirtschaftlichen Erzeugnisse sind neben dem Wein Mais und Geflügel. Die bekanntesten landestypischen Produkte sind der Armagnac, ein 40-prozentiger Weinbrand, der mindestens drei Jahre in Eichenfässern gelagert wird, und Floc de Gascogne, ein Aperitif aus Traubensaft und Armagnac, aber auch verschiedene Weine werden produziert
Jakobsweg (Via Podiensis)
Die am von Le Puy ausgehenden Pilgerweg gelegene Kleinstadt Eauze bietet eine Pilgerherberge (französisch Gîte d'étape), Hotels und Privatzimmer (französisch Chambre d'hôtes) sowie eine Touristeninformation. Der Weg führt weiter durch die Weinberge des Armagnac. Aber auch kleine Wälder und Maisfelder säumen den Weg.

## Geschichte
Eauze kann auf eine mehr als 2000 Jahre alte Geschichte zurückblicken. Der Ort entwickelte sich aus Elusa, dem Hauptsitz des Volksstammes der Elusaten, welche den Truppen Julius Cäsars beim Vordringen nach Gallien lange Zeit Widerstand leisteten. Nach der erfolgreichen Eroberung durch die Römer wurde Eauze Hauptstadt von Novempopulana, einer der drei römischen Provinzen, in die das gallische Aquitania aufgeteilt wurde. Im 3. oder 4. Jahrhundert wurde Eauze einer der ersten Bischofssitze im Südwesten Galliens (Erzbistum Eauze). Etwa 408 wurde das Städtchen vermutlich bei einem Vandalen-Einfall zerstört. Um das Jahr 950 gründete die Abtei Cluny in Eauze ein Kloster. Nach weiteren Zerstörungen der Stadt (u. a. möglicherweise durch Normannen) verlor Eauze im 8. Jahrhundert den Rang als Erzdiözese an die Stadt Auch. Während der Religionskriege (1562–1598) war Eauze im wechselnden Besitz der protestantischen bzw. der katholischen Seite.

## Sehenswürdigkeiten

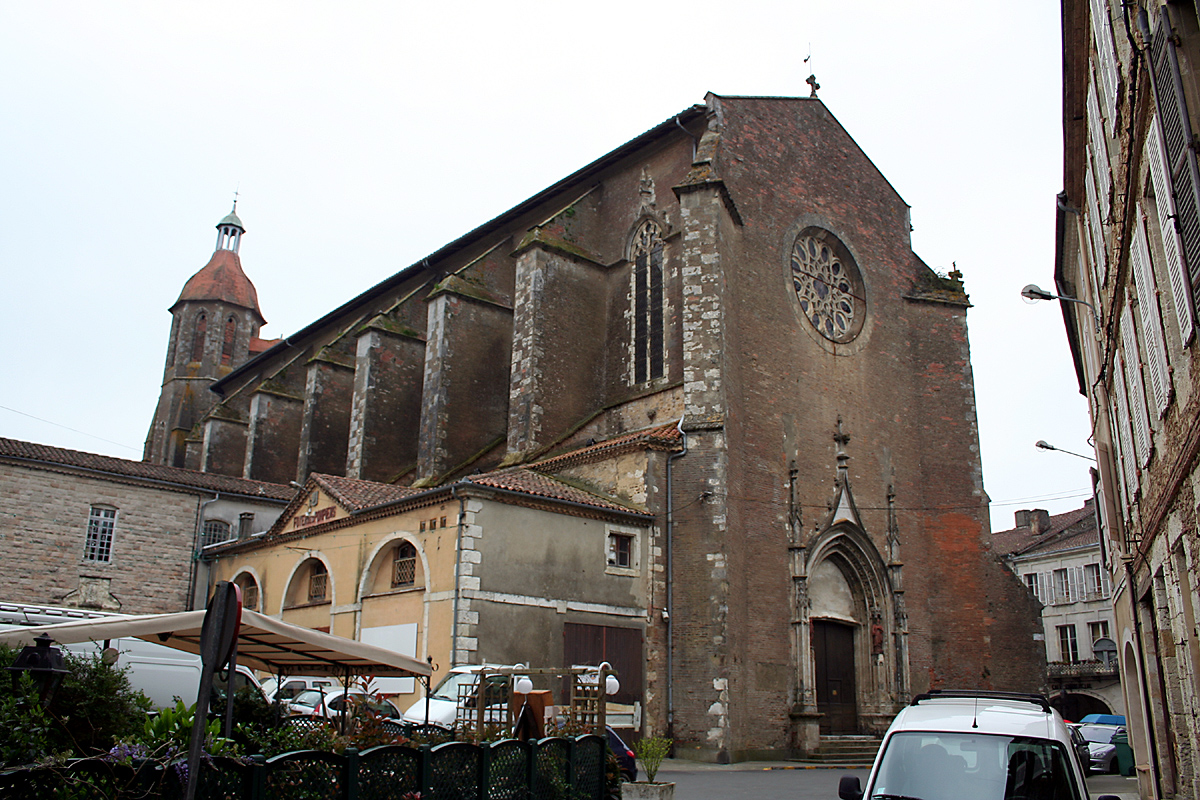
Kathedrale Saint-Luperc

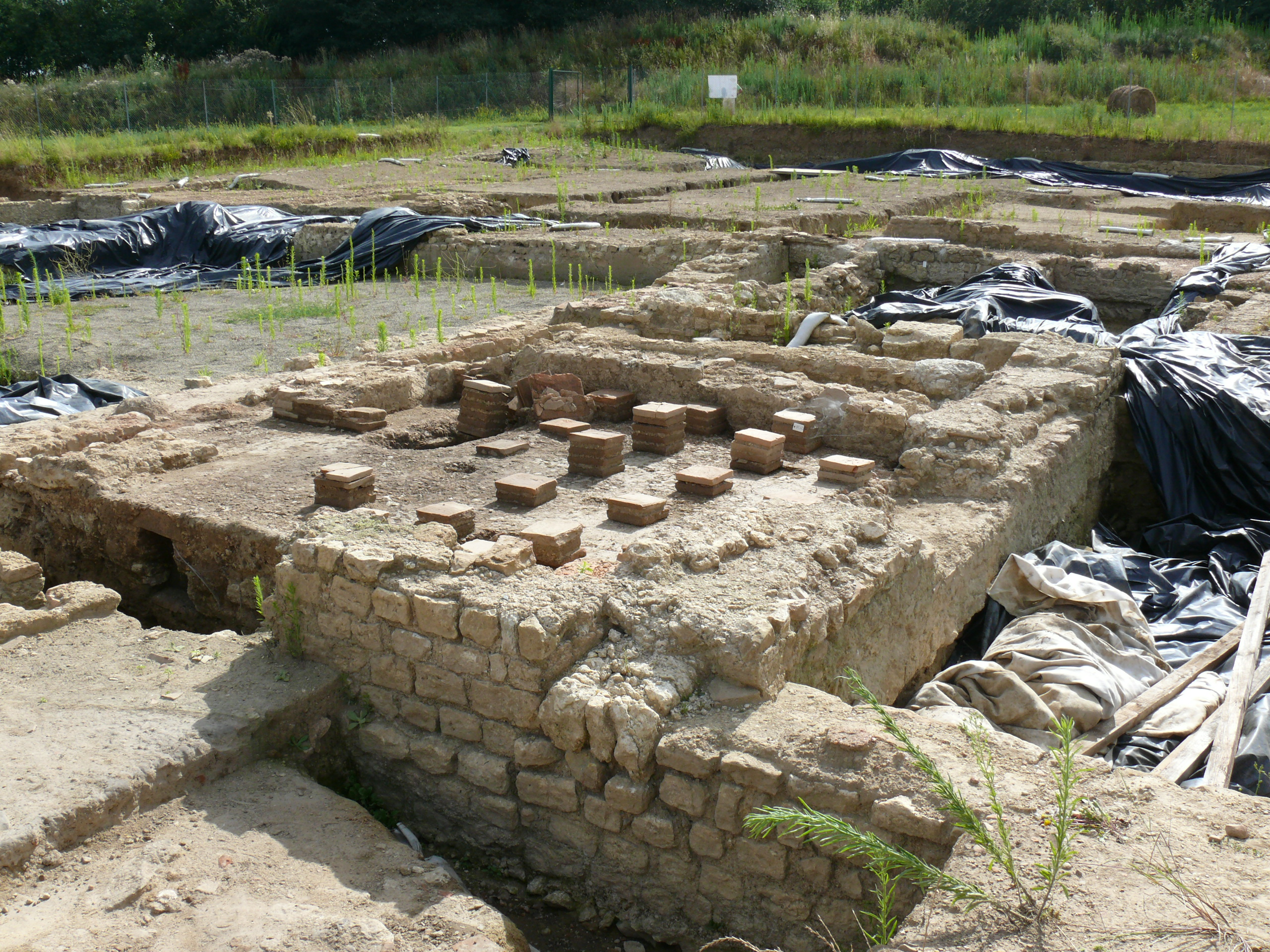
Ruinen der Römerstadt Elusa

- Die Kathedrale von Eauze ist dem hl. Lupercus (französisch Saint Luperc) geweiht. Sie wurde um das Jahr 1521 durch Jean Marre, dem Bischof von Condom, erbaut. Für ihren Bau wurden Ziegel aus den gallo-römischen Ruinen verwendet. Sie wurde im typischen Stil des Midi als einschiffige Kirche mit Seitenkapellen und einem achteckigen Turm errichtet. Die hohen Fenster stammen aus dem 17. Jahrhundert. Der Turm ist von Rundtürmen und die Kirche von Backsteinbauten flankiert, die von einem ehemaligen Kloster aus dem 18. Jahrhundert stammen. Im Inneren der Kirche ist ein vorromanisches Taufbecken erhalten.
- Am zentralen Platz (Place d’Armagnac) gibt es eine ganze Reihe auf Arkaden stehender, alter Fachwerkhäuser. Darunter das Haus von Jeanne d’Albret aus dem späten 15. Jahrhundert mit hölzernen Säulen und geschnitztem Balken.
- Das Archäologische Museum zeigt gallo-römische Funde, insbesondere den Schatz von Eauze, der im Jahr 1985 in der Nähe des ehemaligen Bahnhofs gefunden wurde. Er besteht aus über 28.000 Münzen, Schmuck und Kostbarkeiten aus gallorömischer Zeit. Nach der Datierung der Münzen wurde er nach 261 n. Chr. deponiert. Die Objekte und Dokumente geben einen Einblick in das Leben der Bewohner des alten Elusa, der Hauptstadt der römischen Provinz Novempopulana.[3]
- Die Stierkampfarena Nimeño II mit annähernd 4000 Sitzplätzen zeigt, dass man sich im Einflussgebiet der alten spanischen Provinz Navarra befindet.

außerhalb
- In den Ruinen der ca. 400 m östlich des Stadtzentrums gelegenen Römerstadt Elusa sind nur noch wenige Spuren von Wohnhäusern und der ehemaligen Befestigungen zu sehen.

## Partnerstadt
- Ampuero, Kantabrien, Spanien